# Zona bioapicolă a Podișului Moldovei
În zona bioapicolă a Podișului Moldovei, media anuală a temperaturii este cuprinsă între 8°-10°C (primăvara se înregistrează 9°C, vara 20°C, toamna 9°C iarna 2°C). Precipitațiile anuale însumează 500-600 mm. 
Cele mai mari suprafețe din această zonă sunt ocupate de culturile cerealiere de câmp, flora meliferă de bază o constituie în ordinea importanței lor, masivele de tei, salcâm și culturi de floarea-soarelui, plante tehnice și culturi furajere. Tipul de cules carcteristic acestei zone este dat de producția de miere de salcâm, tei și floarea soarelui.